# Eduardo VII do Reino Unido
Eduardo VII, nascido Alberto Eduardo; (Londres, 9 de novembro de 1841 – Londres, 6 de maio de 1910) foi o Rei do Reino Unido e da Irlanda, dos Domínios Britânicos e Imperador da Índia de 1901 até sua morte. Filho mais velho da rainha Vitória e do príncipe Alberto de Saxe-Coburgo-Gota, seu reinado de mais de nove anos ficou conhecido como a era eduardiana. Foi também o primeiro monarca britânico da Casa de Saxe-Coburgo-Gota, que anos depois foi rebatizada como Casa de Windsor por seu filho, Jorge V.
Eduardo foi o segundo herdeiro aparente que por mais tempo sustentou o título de Príncipe de Gales em toda a história. Durante o longo reinado de sua mãe, foi afastado dos assuntos de Estado e personificou a elite ociosa, tão em voga na época. Eduardo viajou pelo reino realizando vários deveres cerimoniais e representou o Reino Unido no exterior. Suas viagens pela América do Norte em 1860 e pela Índia em 1875 foram grandes sucessos, porém sua reputação de príncipe libertino corroeu a relação com sua mãe.
Ascendeu ao trono em 1901 e o período de seu reinado ficou conhecido como era eduardiana. Eduardo desempenhou um importante papel na modernização da marinha e na reorganização do exército após a Segunda Guerra dos Bôeres. Reinstituiu cerimônias tradicionais e ampliou a gama de pessoas com quem socializava. Eduardo promoveu boas relações entre a Grã-Bretanha e os outros países europeus, especialmente com a França, onde ficou popularmente conhecido como "o Pacificador", porém tinha uma relação ruim com seu sobrinho o imperador Guilherme II da Alemanha. Eduardo morreu em 1910 no meio de uma crise constitucional que foi resolvida no ano seguinte com o Decreto Parlamentar de 1911.

## Início de vida

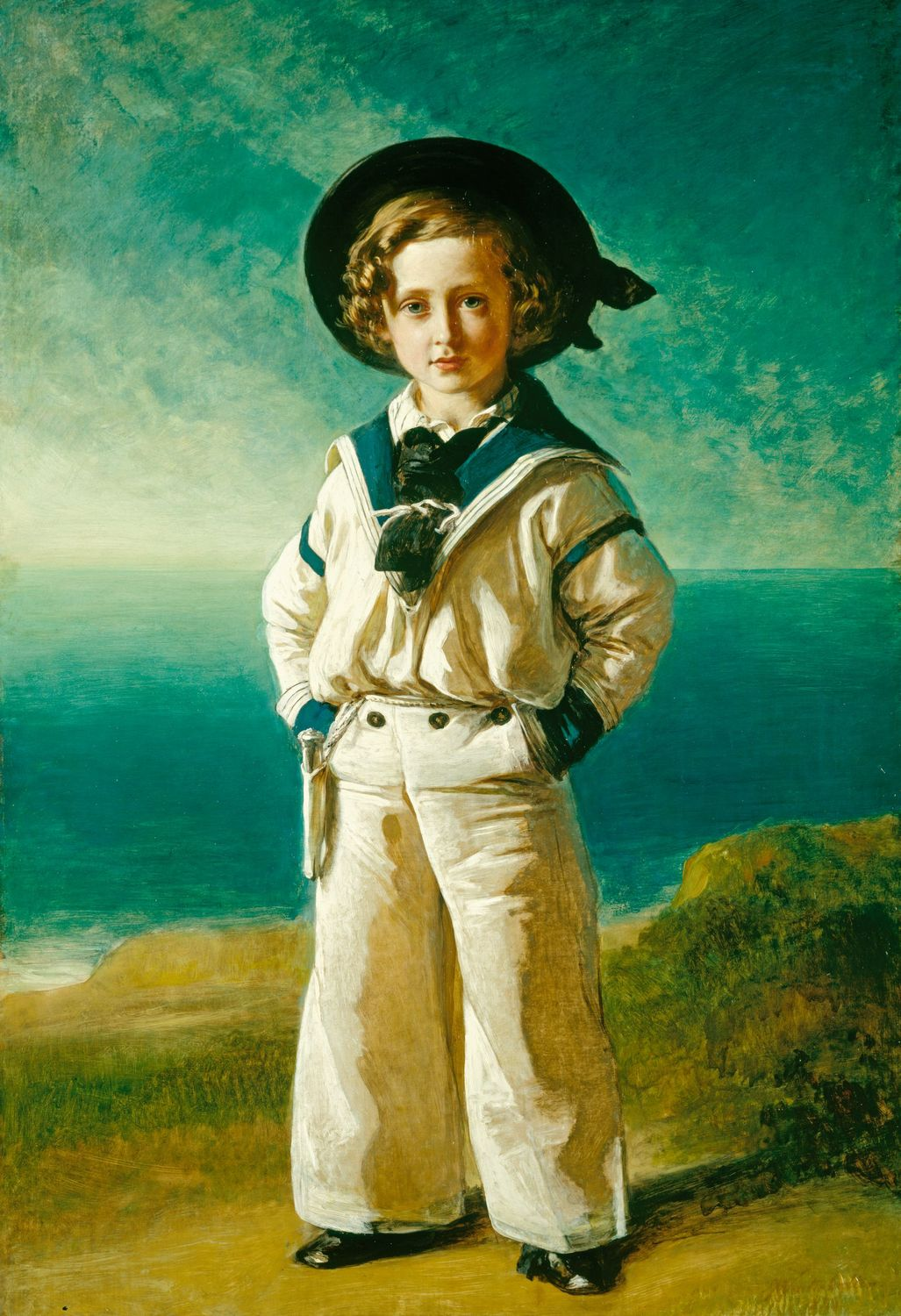
Eduardo em 1846 por Franz Xaver Winterhalter, na Royal Collection

Albert Edward nasceu às 10h48min do dia 9 de novembro de 1841 no Palácio de Buckingham, Londres. Era o segundo filho, primeiro homem, da rainha Vitória do Reino Unido e seu marido o príncipe Alberto de Saxe-Coburgo-Gota. Foi batizado em 25 de janeiro de 1842 na Capela de São Jorge, Castelo de Windsor. Seus padrinhos foram o rei Frederico Guilherme IV da Prússia, a esposa de seu avô paterno a duquesa Maria de Württemberg (representada por sua avó materna a princesa Vitória de Saxe-Coburgo-Saalfeld), seu tio-avô o príncipe Adolfo, Duque de Cambridge, a esposa de seu bisavô a princesa Carolina Amália de Hesse-Cassel (representada por sua tia-avó a princesa Augusta de Hesse-Cassel), sua tia-avó a princesa Sofia do Reino Unido (representada por sua prima a princesa Augusta de Cambridge) e seu tio-avô o príncipe Fernando de Saxe-Coburgo-Gota. Recebeu o nome de Alberto em homenagem ao pai e o de Eduardo em homenagem ao avô materno, o príncipe Eduardo, Duque de Kent e Strathearn. Durante toda a vida, a família chamou-lhe Bertie.
Quando foi criado o Duque da Cornualha e o Duque de Rothesay, Eduardo tornou-se automaticamente o mais velho dos filhos varões da soberana. Como filho do príncipe Alberto, também tinha os títulos de Príncipe de Saxe-Coburgo-Gota e Duque da Saxônia. Foi criado Príncipe de Gales e Conde de Chester em 8 de dezembro de 1841, Conde de Dublim em 17 de janeiro de 1850, Cavaleiro da Ordem da Jarreteira em 9 de novembro de 1858 e Cavaleiro da Ordem do Cardo-selvagem em 24 de maio de 1867. Eduardo renunciou em 1863 seus direitos de sucessão ao Ducado de Saxe-Coburgo-Gota em favor de seu irmão mais novo, o príncipe Alfredo.

### Educação
Vitória e Alberto estavam determinados a que seu filho mais velho e herdeiro tivesse uma educação que o preparasse para ser um modelo de monarca constitucional. Eduardo começou aos sete anos um rigoroso programa educacional planejado por seu pai e supervisionado por vários professores. Entretanto, diferentemente de sua irmã mais velha Vitória, Princesa Real, não sobressaia nos estudos. O príncipe tentava alcançar as expectativas dos pais, porém em vão. Apesar de Eduardo nunca ter sido um aluno diligente – seus talentos verdadeiros eram o charme, sociabilidade e tato – o primeiro-ministro Benjamin Disraeli o descreveu como informado, inteligente e de boas maneiras.
Eduardo realizou uma viagem de estudos a Roma nos primeiros meses de 1859 e depois passou algum tempo no mesmo ano estudando na Universidade de Edimburgo, tendo professores como o químico escocês Lyon Playfair. Matriculou-se na Christ Church, Oxford, em outubro. Eduardo finalmente tomou gosto em estudar e pela primeira vez teve resultados satisfatórios em suas provas agora que estava livre das restrições educacionais impostas por Vitória e Alberto. O príncipe se transferiu em 1861 para Trinity College, Cambridge, onde teve Charles Kingsley como seu professor de história. Os esforços de Kingsley produziram os melhores resultados acadêmicos da vida de Eduardo, com o príncipe na verdade aguardando suas aulas.

## Vida adulta

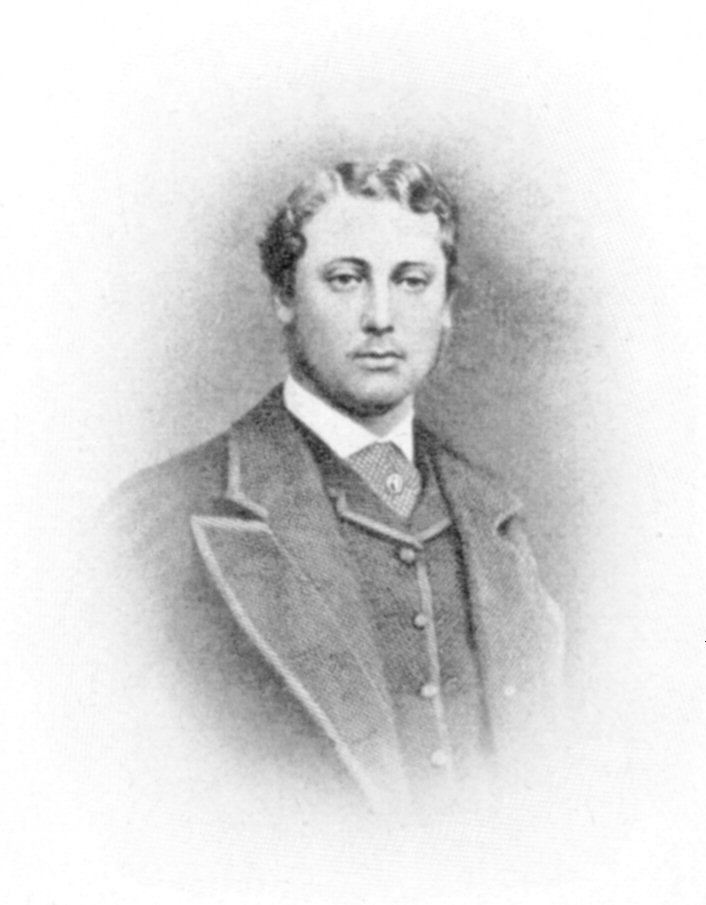
Eduardo c. 1860

Eduardo realizou em 1860 a primeira viagem de um herdeiro britânico para a América do Norte. Seu bom humor e cordialidade fizeram da visita um grande sucesso. Em Montreal, Canadá, inaugurou a Victoria Bridge sobre o rio São Lourenço e colocou a pedra fundamental da Colina do Parlamento em Ottawa. Nos Estados Unidos o príncipe viu Charles Blondin cruzar as Cataratas do Niágara sobre um fio e passou três dias na Casa Branca hospedado pelo presidente James Buchanan. Os dois foram para Mount Vernon prestar homenagens a George Washington em sua tumba. As multidões eram grandes em todos os lugares. Encontrou-se com o poeta Henry Wadsworth Longfellow, o filósofo Ralph Waldo Emerson e o médico Oliver Wendell Holmes. Orações pela família real foram realizadas na Igreja da Trindade em Nova Iorque pela primeira vez desde 1776. A viagem de quatro meses aumentou consideravelmente a autoestima e confiança de Eduardo e gerou muitos benefícios diplomáticos para o Reino Unido.
Eduardo esperava seguir uma carreira no Exército Britânico, porém sua mãe vetou qualquer atividade militar. Suas patentes eram honorárias; foi feito tenente-coronel em 1858 sem nenhuma experiência de combate ou exames. Foi enviado para a Alemanha em setembro de 1861 a fim de supostamente assistir manobras militares, porém na verdade o objetivo era um encontro entre ele e a princesa Alexandra da Dinamarca, filha do então príncipe Cristiano da Dinamarca e sua esposa Luísa de Hesse-Cassel. Vitória e Alberto já tinha se decidido que seu filho se casaria com a princesa dinamarquesa. O par encontrou-se no dia 24 de setembro em Speyer sob os auspícios de sua irmã Vitória, que havia se casado em 1858 com Frederico Guilherme, Príncipe Herdeiro da Prússia. A princesa Vitória, agindo sob as instruções da mãe, havia conhecido Alexandra em junho e teve uma impressão bem favorável da jovem princesa. Eduardo e Alexandra eram amigáveis desde o início; o encontro foi bom para ambos os lados e os planos de casamento avançaram.
Eduardo ganhou a partir dessa época a reputação de playboy. Compareceu a atividades militares na Irlanda determinado a ganhar alguma experiência militar, tempo em que passou três dias com a atriz Nellie Clifden, que havia sido colocada no campo por seus colegas oficiais. Seu pai, mesmo doente, ficou horrorizado: enviou uma carta ao filho dizendo: «Sabia-te irrefletido e fraco, mas nunca te pensei depravado», e foi visitá-lo em Cambridge para o reprimir. Alberto acabou por morrer duas semanas depois em dezembro de 1861. Vitória ficou inconsolável, passou a usar roupas pretas de luto pelo resto da vida e culpou Eduardo pela morte do pai. Inicialmente ela considerava o filho como frívolo, indiscreto e irresponsável. Escreveu à sua filha Vitória: «Não posso, nem poderia, olhá-lo sem estremecer».

## Casamento

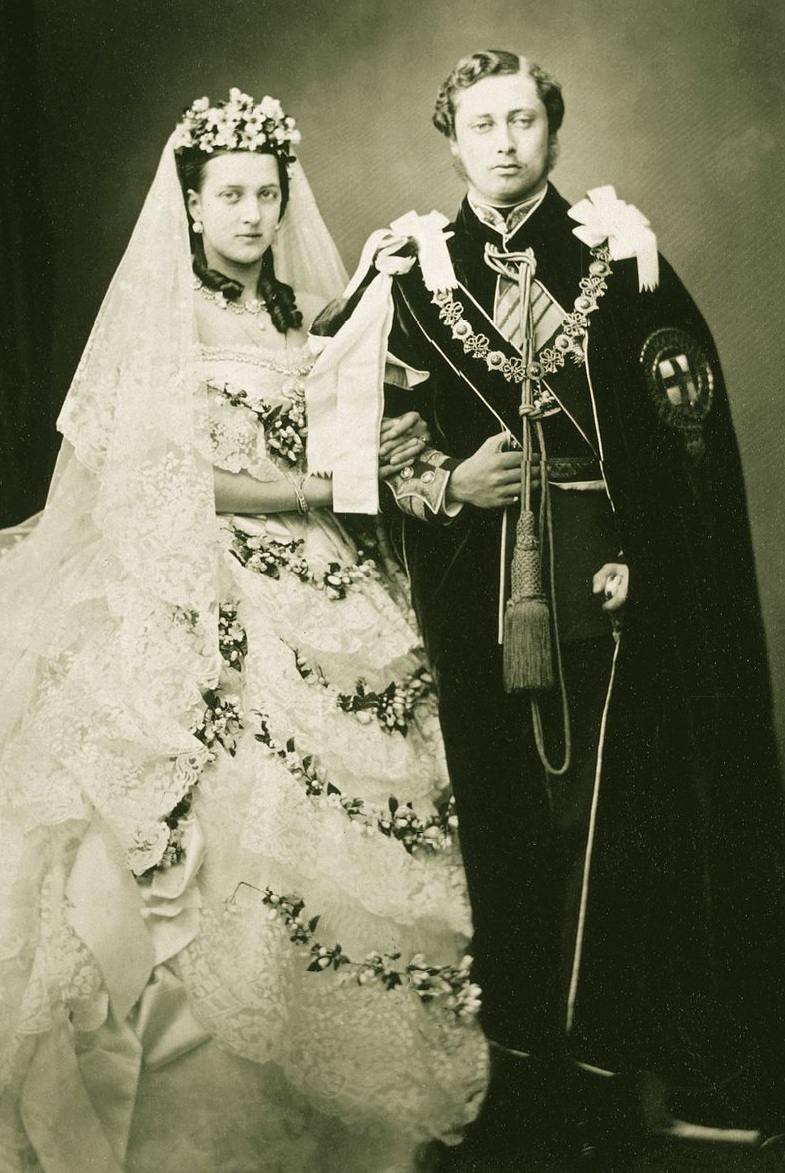
Eduardo e Alexandra em seu casamento, 1863

Uma vez viúva, Vitória retirou-se totalmente da vida pública. Ela fez com que Eduardo embarcasse em uma longa viagem pelo Oriente Médio logo depois da morte de Alberto, passando pelo Egito, Jerusalém, Damasco, Beirute e Constantinopla. Parcialmente pela política, o governo britânico queria que o príncipe ficasse amigo de Sa'id Pasha do Egito a fim de impedir que os franceses tomassem controle do Canal de Suez se o Império Otomano caísse. Foi a primeira viagem real acompanhada por um fotógrafo oficial, Francis Bedford. Assim que retornou à Grã-Bretanha, iniciaram-se os preparativos para o seu noivado, que foi selado em Laeken, Bélgica, no dia 9 de setembro de 1862. Eduardo e Alexandra casaram-se na Capela de São Jorge em 10 de março de 1863.
O casal passou residir na Casa Marlborough em Londres e a utilizar a Casa Sandringham em Norfolk como seu retiro de campo. Entretinham-se de forma luxuosa. O casamento não foi bem recebido em certos círculos sociais já que a maioria das relações familiares de Vitória era germânica e a Dinamarca estava em desavença com a Alemanha por causa dos territórios de Schleswig e Holstein. Quando o pai de Alexandra ascendeu ao trono dinamarquês como Cristiano IX em 15 de novembro de 1863, a Confederação Germânica aproveitou a oportunidade para invadir e anexar Schleswig-Holstein. Vitória tinha opiniões divididas se seria uma boa união dada a situação política. A rainha expressou depois do casamento uma grande angústia pelo estilo de vida social de Eduardo e Alexandra e tentou ditar suas ações em diversos assuntos, incluindo o nome de seus filhos. O casal teve seis filhos: Alberto Vitor, Jorge, Luísa, Vitória Alexandra, Maud e Alexandre João; aparentemente, todos nasceram prematuros e o biógrafo Richard Hough sugere que Alexandra enganava deliberadamente Vitória sobre as prováveis datas de nascimento para não ter a presença da rainha durante seus partos.
Eduardo teve muitas amantes durante sua vida de casado. Frequentava com a atriz Lillie Langtry, Jennie Churchill (mãe do futuro primeiro-ministro Winston Churchill), Daisy Greville, Condessa de Warwick, a atriz Sarah Bernhardt, a aristocrata Susan Vane-Tempest, cantora Hortense Schneider, a prostituta Giulia Beneni, a humanitária Agnes Keyser e Alice Keppel. Estimam-se pelo menos 55 casos. Não é claro até onde essas relações foram. O príncipe lutava para manter segredo, porém isso não impediu fofocas e a especulação da mídia. Uma das bisnetas de Alice Keppel, Camila Shand, acabou se tornando amante e posterior esposa de Carlos III, atual Rei do Reino Unido, um dos tataranetos de Eduardo. Houve rumores que Sonia Kappel, Baronesa Ashcombe e avó de Camila, era uma filha ilegítima de Eduardo, porém ela "quase certamente" era filha de George Keppel, com quem era parecida. Eduardo nunca reconheceu a paternidade de filhos ilegítimos. Acredita-se que Alexandra sabia de muitas das infidelidades e que as aceitou. Apesar disso, o casamento foi descrito como feliz.
Sir Charles Mordaunt, 10.º Baronete e membro do parlamento, ameaçou nomear Eduardo em 1869 como um correspondente em seu processo de divórcio. Embora acabasse por não o fazer, o príncipe foi chamado no início do ano seguinte para testemunhar no tribunal. Foi mostrado que Eduardo havia visitado a casa de Mordaunt enquanto este estava em sessão na Câmara dos Comuns. Apesar de mais nada ter sido provado e Eduardo negou ter cometido adultério, a sugestão de impropriedade foi danosa.
Eduardo era um habitual frequentador de bordéis e prostitutas parisienses durante a década de 1880, principalmente do Le Chabanais, que era considerado o melhor estabelecimento do tipo em Paris, onde bordéis eram legalizados. Um dos quartos possuía uma banheira feita sob medida que às vezes era enchida com champanhe, e um siège d'amour ("assento do amor") especialmente desenhado e criado que permitia acesso a sexo oral a dois e a três com facilidade. A cadeira é hoje uma peça de museu.

## Herdeiro aparente
Eduardo foi o pioneiro, durante a viuvez de Vitória, da ideia de aparições públicas reais como são compreendidas hoje – por exemplo, as inaugurações do aterro do Tâmisa em 1871, do Túnel Mersey em 1886 e da Tower Bridge em 1894. Porém, foi apenas em 1898 que a rainha permitiu que o filho tivesse um papel ativo na administração do país. Eram lhe enviados sumários de importantes documentos do governo, porém ela negava que tivesse acesso aos originais. Irritou a mãe em 1864 ao ficar do lado da Dinamarca na questão de Schleswig-Holstein e no mesmo ano a irritou outra vez ao se esforçar para conhecer Giuseppe Garibaldi. O primeiro-ministro William Ewart Gladstone secretamente enviava a Eduardo documentos do governo.
O sentimento republicano no Reino Unido cresceu em 1870 quando o imperador Napoleão III da França foi derrotado na Guerra Franco-Prussiana e a Terceira República Francesa foi declarada. Porém, um encontro com a morte no fim de 1871 levou a uma melhora na popularidade de Eduardo com o público e na sua relação com a mãe. Enquanto estava no Chalé Londesborough perto de Scarborough, North Yorkshire, o príncipe pegou febre tifoide, a doença que acreditava-se que tinha matado seu pai. Houve uma grande preocupação nacional e um dos convidados, lorde George Stanhope, 7.º Conde de Chesterfield, morreu. A recuperação de Eduardo causou um enorme alívio. Celebrações públicas incluíram a composição de "Festival Te Deum", de Arthur Sullivan. O príncipe era amigo de políticos de todos os partidos, incluindo republicanos, e dessa forma dissipou quaisquer sentimentos residuais contra ele. Lorde Archibald Primrose, 5.º Conde de Rosebery e secretário de assuntos estrangeiros, começou em 1886 a enviar a Eduardo documentos de seu ministério, e a partir de 1892 alguns documentos do gabinete eram abertos por ele.

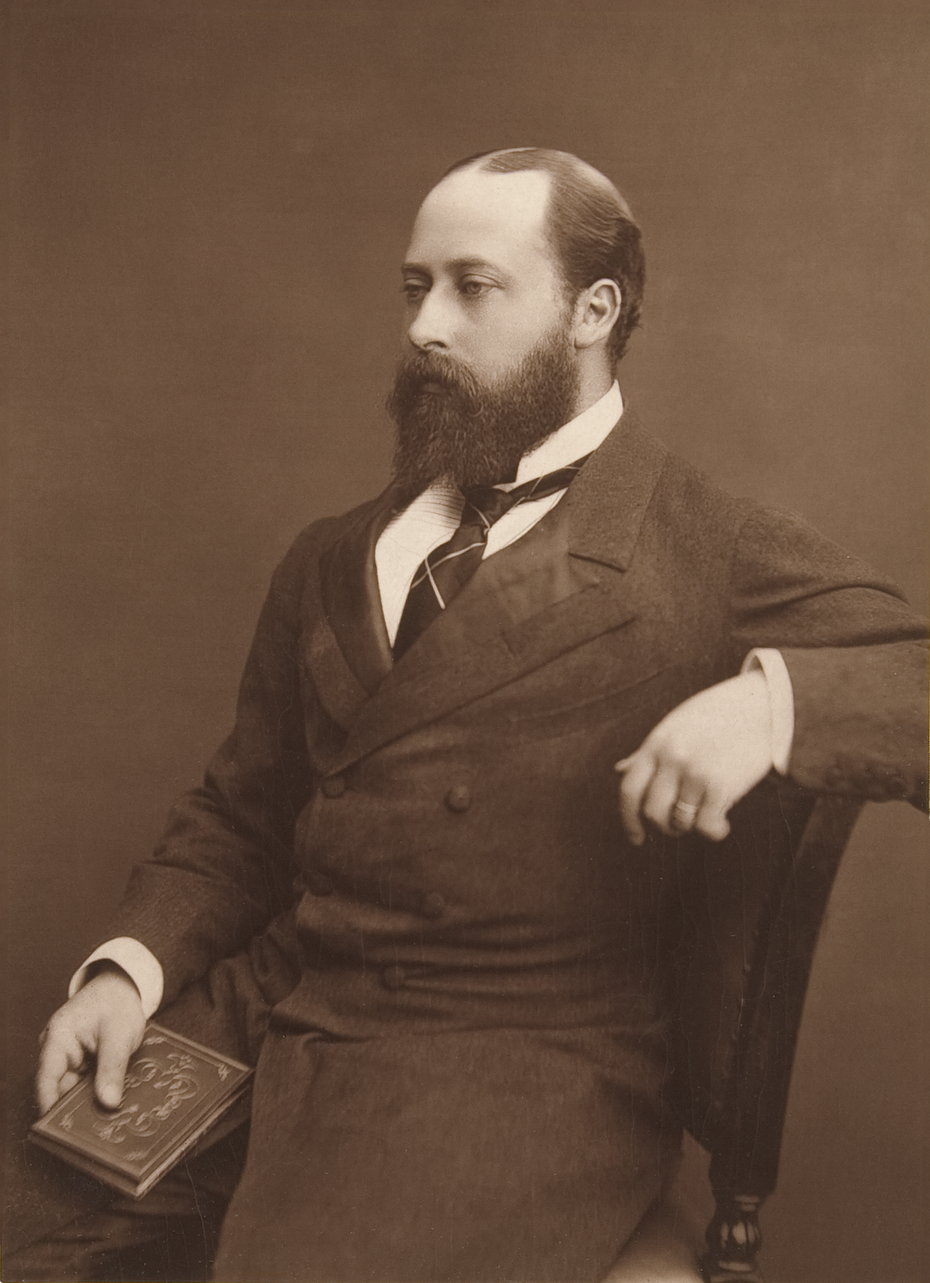
Eduardo em 1876

Eduardo partiu para a Índia em outubro de 1875 para uma viagem de oito meses pelo país. Seus conselheiros comentaram seu hábito de tratar todas as pessoas como iguais, independentemente de sua posição social ou cor. O príncipe reclamou para casa, por cartas, contra o tratamento que os nativos indianos recebiam dos oficiais britânicos: «Por um homem ter o rosto escuro e uma religião diferente da nossa, não há razão para ser tratado como um animal". Vitória recebeu o título de Imperatriz da Índia ao final da viagem parcialmente por causa do grande sucesso da visita de Eduardo.
O príncipe era patrono das artes e ciências e ajudou a fundar o Colégio Real de Música. Em 1883, inaugurou o colégio com as seguintes palavras: «As classes não podem continuar a ser separadas... Clamo por música que produza aquela união de sentimentos que tanto desejo promover.» Por outro lado, gostava de jogos de azar e esportes de campo e era um entusiasta de caçadas. Mandou que todos os relógios de Sandringham fossem adiantados meia hora para poder ter mais tempo de luz diurna para caçar. Essa tradição, com o nome de Horário de Sandringham, perdurou até 1936, quando foi abolida pelo rei Eduardo VIII, seu neto. Criou também um campo de golfe no Castelo de Windsor. Por volta da década de 1870 passou a interessar-se por turfe e corrida de obstáculos. Seu cavalo Persimmon ganhou o Derby de Epsom e o St. Leger Stakes em 1896. Jubileu de Diamante, irmão de Persimmon, ganhou cinco corridas em 1900: Epsom, St. Ledger, 2 000 Guineas Stakes, Newmarket Stakes e Eclipse Stakes; enquanto outro de seus cavalos, Emboscada II, venceu o Grand National.
Era mundialmente considerado árbitro da moda masculina. Tornou moda o uso do tweed, do chapéu de feltro e do paletó Norfolk, popularizando também o uso de gravatas pretas com smokings, em vez de casaca e cauda. Foi pioneiro em prender as calças de lado a lado, de preferência aos vincos frontais e traseiros agora normais, e acredita-se que também introduziu as camisas de gola alta. Defensor do vestuário apropriado, afirma-se que admoestou o primeiro-ministro lorde Robert Gascoyne-Cecil, 3.º Marquês de Salisbury, por usar calças de um Irmão Maior da Trinity House com casaco de Conselheiro Privado. O primeiro-ministro, afundado em uma crise internacional, respondeu a Eduardo que aquela havia sido uma manhã difícil, acrescentando: «A minha cabeça deve ter-se ocupado com algum assunto de menor importância.» Diz-se que a tradição de os homens não abotoarem o último botão do colete vem do Príncipe de Gales, que supostamente deixava o seu desabotoado por causa de sua grande circunferência. Pouco antes da coroação, media 122 cm à cintura. Introduziu o hábito de comer rosbife, batatas assadas, molho de raiz-forte e Yorkshire pudding aos domingos, que permanece até hoje como um favorito para o almoço de domingo britânico.

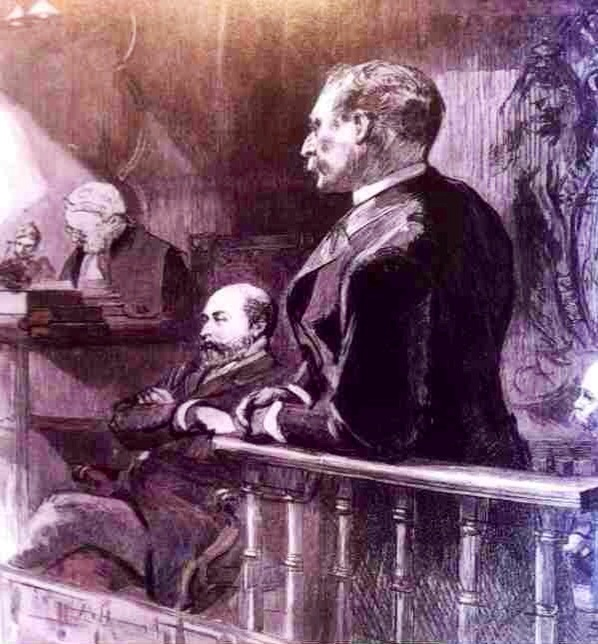
Gravura de Eduardo, Príncipe de Gales na cabine de testemunhas, durante o escândalo do bacará real, em 1891

Em 1891, Eduardo ficou envolvido no escândalo do bacará real, quando se soube que, um ano antes, havia jogado ilegalmente às cartas por dinheiro. O príncipe foi forçado a aparecer como testemunha em um julgamento pela segunda vez na vida quando um dos jogadores tentou processar os outros por calúnia depois de ser acusado de trapaça. No mesmo ano envolveu-se também em um conflito pessoal quando lorde Charles Beresford ameaçou revelar à imprensa segredos da vida particular de Eduardo, protestando contra o envolvimento do príncipe em seu caso com Daisy Greville. A amizade entre os dois homens foi irrevogavelmente prejudicada e o azedume perduraria pelo resto de suas vidas. Geralmente, suas explosões de temperamento duravam pouco e «depois do arrebatamento... acalmava as coisas, com particular afabilidade».
Seu filho mais velho, Alberto Vítor, Duque de Clarence e Avondale, ficou noivo da princesa Vitória Maria de Teck no final de 1891, porém escassas semanas depois, já no ano seguinte, morreu de pneumonia. Tomado de dor, Eduardo escreveu: «Perder o filho primogénito... é daquelas calamidades que nunca ninguém consegue realmente superar.» Eduardo confidenciou à mãe: «Teria dado minha vida por ele, pois não ponho nenhum valor na minha.» Alberto Vítor foi o segundo filho de Eduardo e Alexandra a morrer. Vinte anos antes, em 1871, seu filho mais novo, Alexandre João, morrera pouco mais de 24 horas depois de nascer. O príncipe insistiu em colocar pessoalmente o filho no caixão com «lágrimas rolando pelo rosto».
Eduardo foi vítima de uma tentativa de assassinato em 4 de abril de 1900, quando viajava pela Bélgica até à Dinamarca. Jean-Baptiste Sipido, então com apenas quinze anos, disparou sobre o príncipe em protesto pela Segunda Guerra dos Bôeres. Apesar de obviamente culpado, o jovem foi absolvido por um tribunal belga, pois era menor de idade. A aparente frouxidão das autoridades belgas, combinada com o repúdio da Grã-Bretanha contra as atrocidades cometidas no Congo Belga, piorou a relação já crítica entre Londres e Bruxelas. Entretanto, nos dez anos seguintes, a afabilidade e a popularidade de Eduardo, além de suas conexões familiares, ajudaram os britânicos a construir alianças europeias.

## Reinado

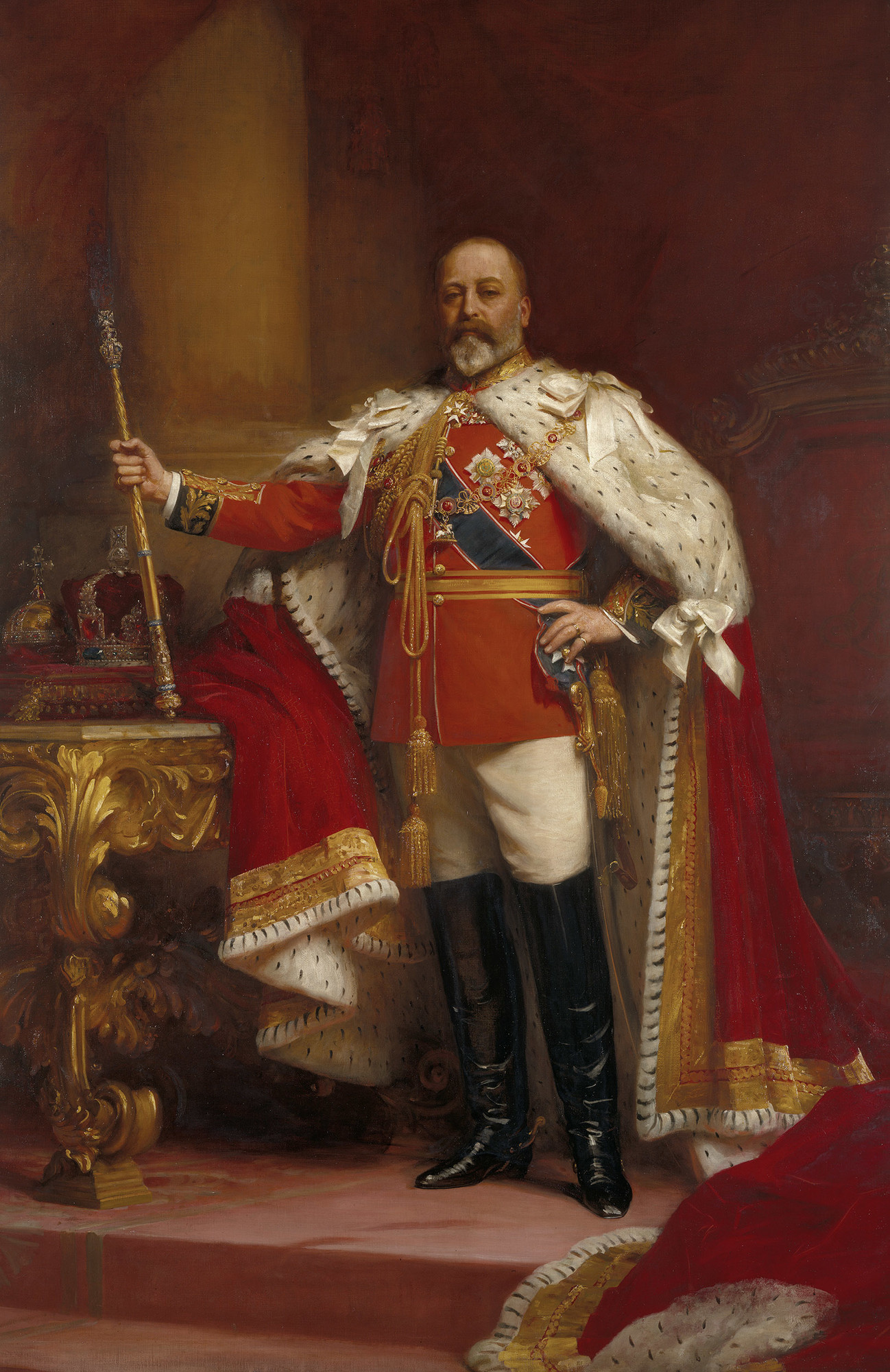
Retrato de coroação de Eduardo VII, 1902, por Luke Fildes, na Royal Collection

### Ascensão
Vitória morreu em 22 de janeiro de 1901 e Eduardo se tornou rei do Reino Unido, Imperador da Índia e, como inovação, dos Domínios Britânicos de Além-mar. Ele escolheu reinar como Eduardo VII em vez de Alberto Eduardo – o nome que sua mãe queria que usasse, declarando que não desejava "subestimar o nome de Alberto" e diminuir a posição de seu pai com quem o "nome deve permanecer sozinho". O numeral VII era ocasionalmente omitido na Escócia, até pela igreja nacional, em defesa dos protestos que os Eduardos anteriores eram reis ingleses que haviam "sido excluídos da Escócia pela batalha". J. B. Priestley lembra que "Eu era apenas uma criança quando em 1901 ele sucedeu Vitória, porém posso testemunhar sua extraordinária popularidade. Ele foi na verdade o rei mais popular que a Inglaterra viu desde o início dos anos 1660".
Ele doou a casa de seus pais, Osborne na Ilha de Wight, para o estado e continuou a viver em Sandringham. Eduardo podia dar-se ao luxo de ser magnânimo; seu secretário particular, sir Francis Knollys, afirmou que ele era o primeiro herdeiro a suceder ao trono com crédito. Suas finanças tinham sido habilmente gerenciadas por sir Dighton Probyn, Controlador da Casa, e ainda tinha os conselhos dos amigos financistas judeus de Eduardo, como Ernest Cassel, Moritz Hirsch e a família Rothschild. Eduardo foi criticado por abertamente se socializar com judeus em uma época de grande antissemitismo.
Eduardo foi coroado na Abadia de Westminster em 9 de agosto de 1902 por Frederick Temple, Arcebispo da Cantuária, que com oitenta anos morreu apenas quatro meses depois. A coroação havia sido marcada para 26 de junho, porém dois dias antes o rei foi diagnosticado com apendicite. O problema não era geralmente operável e possuía um alto índice de mortalidade, porém desenvolvimentos na anestesia e nos antissépticos nos cinquenta anos anteriores possibilitaram cirurgias. Sir Frederick Treves, com o apoio de Joseph Lister, 1.º Barão Lister, realizou uma operação radical para a época ao drenar o abscesso infectado através de uma pequena incisão. No dia seguinte, Eduardo já estava sentado na cama fumando seu charuto. Duas semanas depois, foi anunciado que não estava mais em perigo. Treves recebeu um baronato (que Eduardo já havia preparado antes da operação) e a cirurgia para apendicite ficou famosa.
Eduardo reformou os palácios reais, reintroduzindo cerimônias tradicionais, como a Abertura do Parlamento, que sua mãe havia renunciado, fundando também novas ordens honoríficas, como a Ordem de Mérito para reconhecer contribuições nos campos das artes e ciências. O imperador Mozzafar-al-Din da Pérsia visitou a Inglaterra em 1902 esperando receber a Ordem da Jarreteira. Eduardo recusou-se a entregar tal honra porque a ordem era supostamente para ser um presente pessoal do monarca e Henry Petty-Fitzmaurice, 5.º Marquês de Lansdowne, seu Secretário Estrangeiro, havia prometido a entrega da ordem sem seu consentimento. Eduardo também era contra introduzir um muçulmano em uma ordem cristã da cavalaria. Sua recusa ameaçou danificar as tentativas britânicas de ganhar influência na Pérsia, porém o rei ressentia as tentativas de seus ministros de diminuírem seus tradicionais poderes. Posteriormente, ele cedeu e o Reino Unido enviou no ano seguinte uma embaixada especial até o imperador com a Ordem da Jarreteria completa.

### "Tio da Europa"

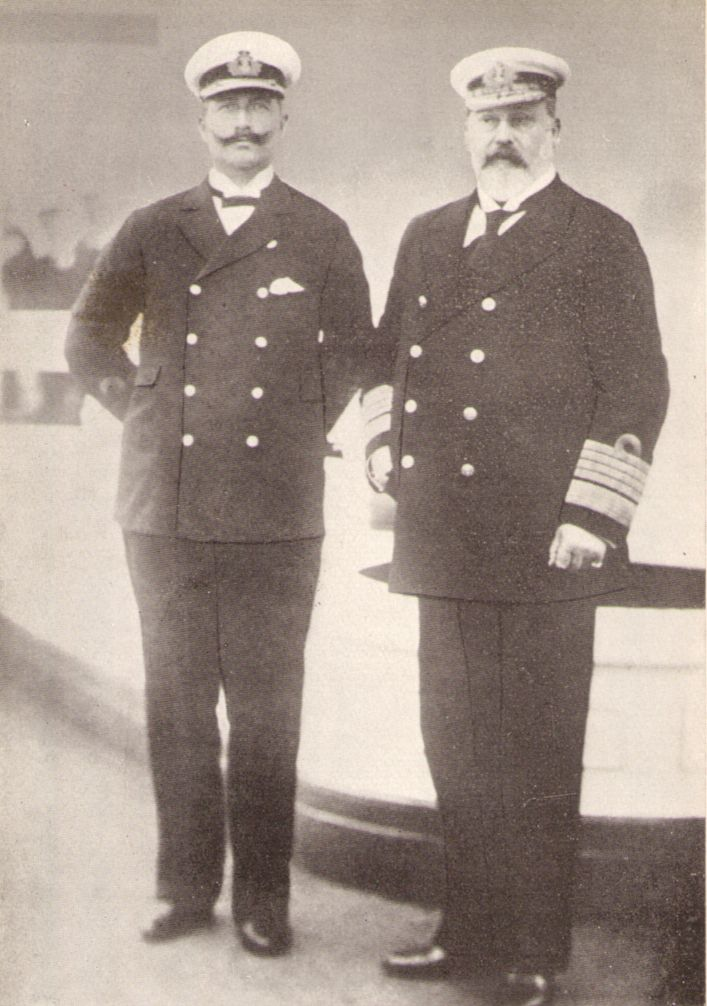
Guilherme II e Eduardo em 1904

Como rei, os principais interesses de Eduardo eram assuntos estrangeiros e questões militares e navais. Fluente em francês e alemão, ele fez várias visitas internacionais e passava férias anuais em Biarritz e Mariánské Lázně.  Uma de suas mais importantes viagens foi uma visita oficial a França em 1903 como convidado do presidente Émile Loubet. Depois de uma visita ao Papa Leão XIII em Roma, esta viagem ajudou a criar uma atmosfera de uma Entente Cordiale anglo-francesa e um acordo delineando as colônias britânicas e francesas no Norte da África, além de descartar completamente qualquer guerra futura entre os dois países. A Entente foi negociada entre Théophile Delcassé, ministro estrangeiro francês, e lorde Lansdowne. Ela foi assinada em Londres no dia 8 de abril de 1904 por Lansdowne e o embaixador francês Paul Cambon, marcando o fim de séculos de rivalidade e o isolamento do Reino Unido de assuntos continentais, tentando também contrabalancear o crescente domínio do Império Alemão e seu aliado, o Império Austro Húngaro.
Eduardo era parente de quase todos os outros monarcas europeus e acabou ficando conhecido como o "tio da Europa". O imperador Guilherme II da Alemanha era seu sobrinho; o imperador Nicolau II da Rússia era seu sobrinho por casamento; as rainhas Vitória Eugénia da Espanha, Maria da Romênia, Sofia da Grécia, a princesa-herdeira Margarida da Suécia e a imperatriz Alexandra Feodorovna da Rússia eram suas sobrinhas; Haakon VII da Noruega era tanto seu sobrinho por casamento quanto seu genro; Jorge I da Grécia e Frederico VIII da Dinamarca eram seus cunhados; Alberto I da Bélgica, Fernando I da Bulgária e Carlos I e Manuel II de Portugal eram seus primos em segundo grau. Eduardo adorava seus netos e os mimava, para a consternação de suas governantas. Entretanto, havia uma relação que ele não gostava: Guilherme II. A difícil relação de Eduardo com seu sobrinho exacerbou as tensões entre a Alemanha e o Reino Unido.
Durante a visita anual de Eduardo a Biarritz em abril de 1908, ele aceitou a renúncia do primeiro-ministro sir Henry Campbell-Bannerman. Quebrando o precedente, o rei pediu para que H. H. Asquith, sucessor de Bannerman, viajasse a Biarritz para beijar sua mão. Asquith concordou, porém a imprensa criticou a ação de Eduardo ao nomear um primeiro-ministro em solo estrangeiro em vez de voltar para casa. Em junho, Eduardo se tornou o primeiro monarca britânico a visitar o Império Russo, apesar de ter se recusado a visitar em 1906 quando as relações anglo-russas estavam tensas na sequência da Guerra Russo-Japonesa, o incidente do mar do Norte e a dissolução da Duma. Eduardo havia visitado no mês anterior os países escandinavos, tornando-se o primeiro monarca britânico a também visitar a Suécia.

### Opiniões políticas

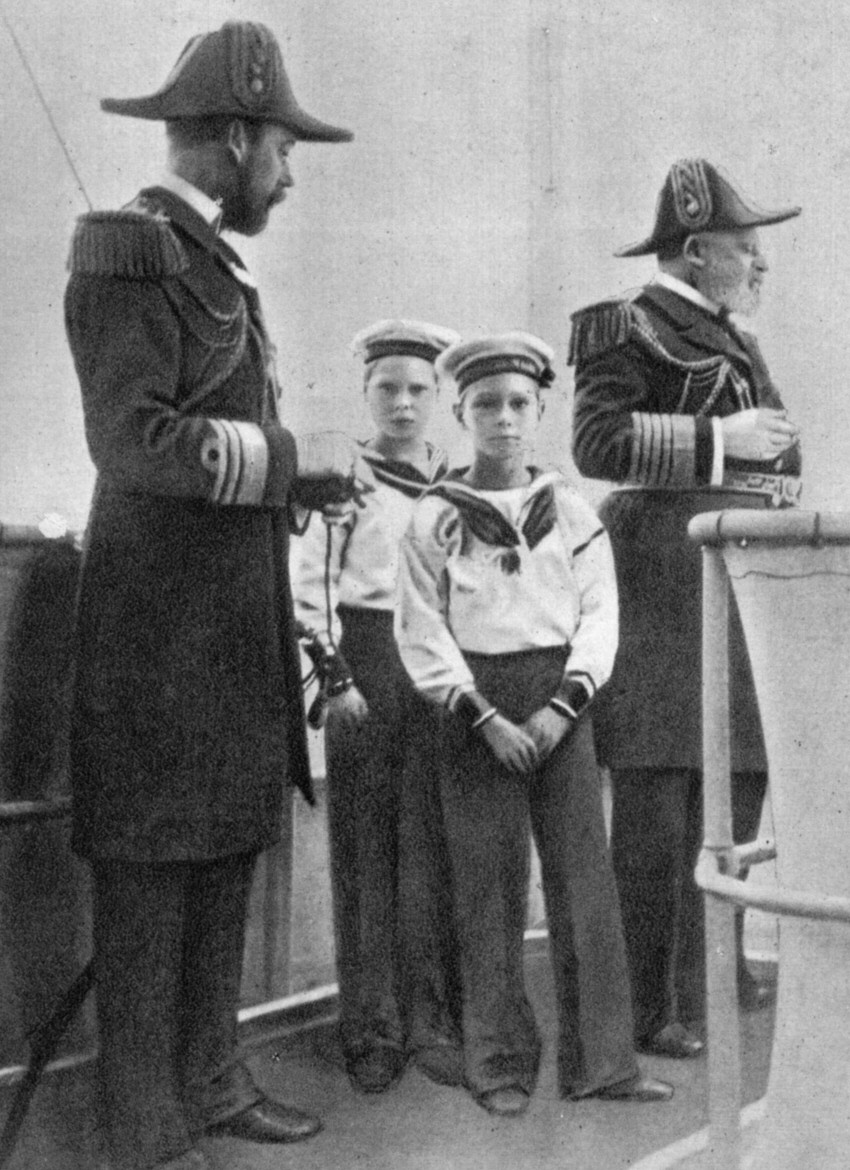
Eduardo (direita), com seu filho Jorge, Príncipe de Gales (esquerda, futuro rei Jorge V) e seus netos, príncipes Eduardo de Gales (futuro Eduardo VIII) e Alberto de Gales (futuro Jorge VI)
Fotografados por Alexandra, 1908

Eduardo envolvia-se bastante em discussões sobre reformas militares, cuja necessidade ficou aparente após as várias falhas na Segunda Guerra dos Bôeres. Ele apoiava uma mudança no comando do exército, a criação de uma força territorial e a decisão de enviar uma força expedicionária à França em caso de guerra contra a Alemanha. Reformas na Marinha Real também foram sugeridas, parcialmente devido as sempre crescentes estimativas orçamentárias e porque a Kaiserliche Marine estava emergindo como uma nova ameaça estratégica. No final, uma disputa apareceu entre o almirante lorde Charles Beresford, a favor de um aumento de gastos e uma implantação mais ampla, e o Primeiro Lorde do Mar almirante sir John Arbuthnot Fisher, a favor de economias eficientes, desmantelamento de navios obsoletos e o realinhamento estratégico da marinha para se apoiar em torpedeiros para defesa da Grã-Bretanha com o apoio dos novos couraçados.
O rei apoiou Fisher, parcialmente por não gostar de Beresford, e Beresford posteriormente foi dispensado. O almirante continuou sua campanha fora da marinha e Fisher acabou anunciando sua renuncia no final de 1909, apesar da maior parte de suas políticas terem sido mantidas. Eduardo muito se envolveu na nomeação do sucessor de Fisher já que a briga entre os dois almirantes havia dividido as forças, com a única pessoa realmente qualificada que sabia-se que havia permanecido fora dos dois lados era sir Arthur Wilson, que havia se aposentado em 1907. Wilson estava relutante em voltar ao serviço, porém Eduardo o persuadiu e ele tornou-se o Primeiro Lorde do Mar em 25 de janeiro de 1910.
Como Príncipe de Gales, Eduardo teve relações boas e mutuamente respeitosas com William Ewart Gladstone, quem Vitória detestava. Porém Herbert Gladstone, filho de Gladstone e Secretário de Estado para os Assuntos Internos, irritou o rei ao planejar permitir que padres católicos em vestimentas pudessem carregar a óstia pelas ruas de Londres e também por nomear duas mulheres, Frances Balfour e May Tennant, para participarem da Comissão Real de reforma da lei de divórcio – Eduardo creditava que o divórcio não podia ser discutido com "delicadeza e até decência" na frente de mulheres. O biógrafo Philip Magnus sugere que Gladstone pode ter se tornado o alvo da irritação geral do rei com o governo liberal. Ele foi retirado do cargo na reorganização no ano seguinte e Eduardo concordou, com certa relutância, em nomeá-lo como Governador-Geral da África do Sul.
Eduardo raramente se interessava em política, apesar de suas visões para certos assuntos serem notavelmente liberais para a época. Durante seu reinado ele afirmou que a palavra negro era "vergonhosa" apesar de ser comumente usada. Ele havia sido persuadido enquanto ainda era Príncipe de Gales a quebrar o precedente constitucional e abertamente votar pelo Projeto de Lei da Representação do Povo de 1884 na Câmara dos Lordes, projeto apresentado por Gladstone. Em outras questões era menos progressivo: por exemplo, ele não era a favor do sufrágio feminino, apesar de ter sugerido que a reformista social Octavia Hill servisse na Comissão para Habitação da Classe Trabalhadora. Eduardo também era contra o governo próprio da Irlanda, preferindo alguma forma de monarquia dupla. Ele teve uma vida de luxúria que foi muitas vezes distante da maioria de seus súditos. Entretanto, seu charme pessoal com pessoas de todos os níveis da sociedade e sua forte condenação do preconceito de alguma forma impediram que tensões republicanas e raciais crescessem durante sua vida.

### Crise constitucional

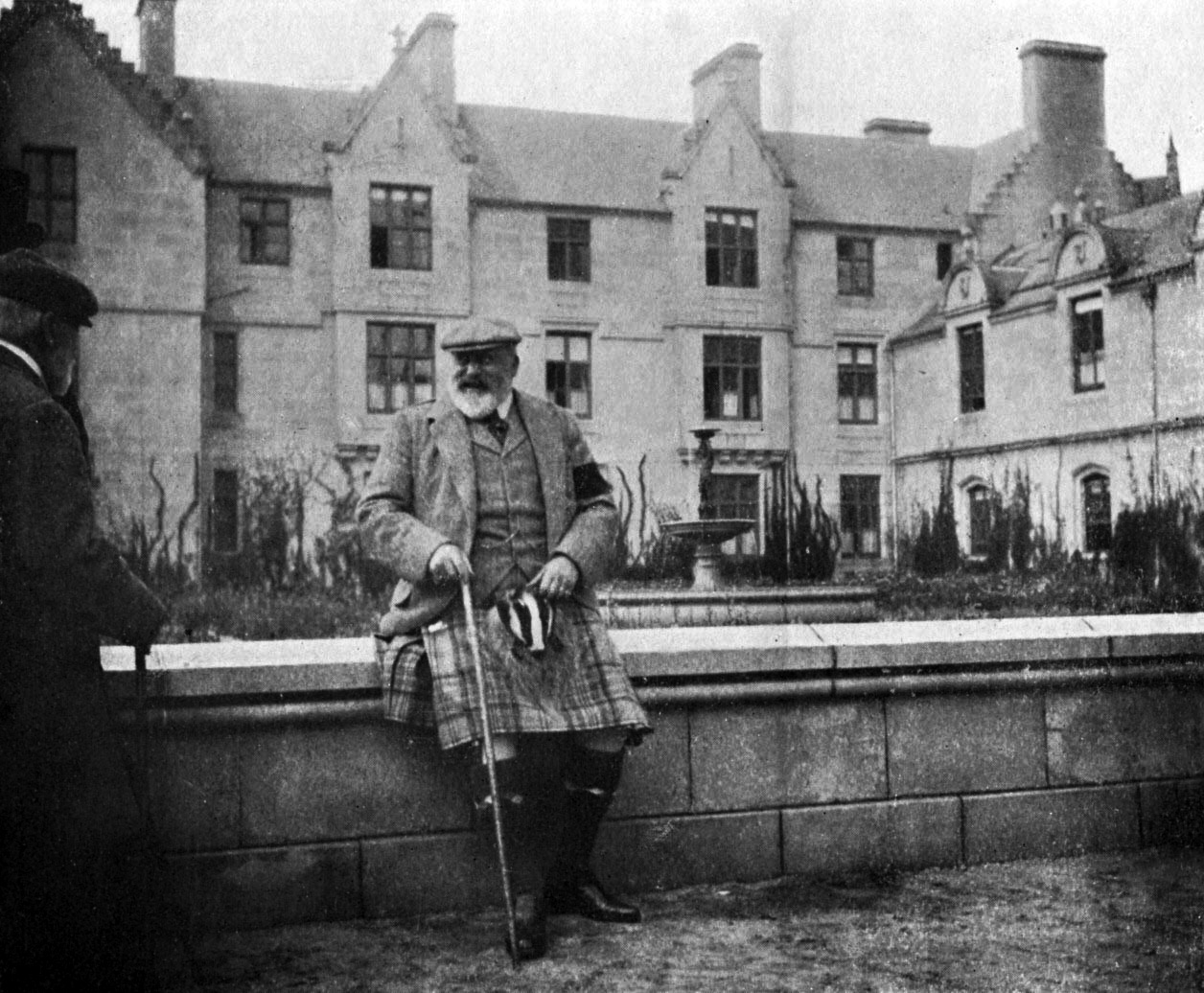
Eduardo em Balmoral
Fotografado por Alexandra, 1908

Eduardo se envolveu no último ano de sua vida em uma crise constitucional quando a maioria conservadora da Câmara dos Lordes se recusou a aprovar o "Orçamento do Povo" proposto pelo governo liberal do primeiro-ministro Asquith. A crise posteriormente levou – após a morte de Eduardo – à retirada do direito dos lordes de vetarem legislações.
O rei ficou insatisfeito com os ataques dos liberais aos pariatos, que incluíram um discurso polêmico por David Lloyd George em Limehouse. O ministro Winston Churchill publicamente exigiu uma eleição geral, ação que fez com Asquith pedisse desculpas ao conselheiro do rei, Francis Knollys, 1.º Visconde Knollys, e repreendesse Churchill em uma reunião de gabinete. Eduardo estava tão depressivo com o tom da luta de classes – apesar de Asquith lhe falar que o rancor dos partidos havia sido pior no Projeto de Lei do Governo da Irlanda em 1886 – que apresentou seu filho como "o último Rei da Inglaterra" a Richard Haldane, Secretário de Estado para a Guerra. Depois de seu cavalo Minoru ter vencido o Derby em 26 de julho de 1909, ele voltou para a pista no dia seguinte, rindo quando alguém gritou: "Agora, Rei. Você venceu o Derby. Volte para casa e dissolva esse maldito parlamento!".
O rei pediu em vão para que os líderes conservadores, Arthur Balfour e lorde Lansdowne, aprovassem o projeto, algo que lorde Reginald Brett, 2.º Vinsconde Esher, o aconselhou que não era incomum já que Vitória havia ajudado a arranjar acordos nas duas câmaras sobre o desestabelecimento irlandês de 1869 e o Decreto da Terceira Reforma de 1884. Entretanto, seguindo o conselho de Asquith, Eduardo não ofereceu uma eleição como recompensa (em que, julgando pelas recentes eleições, eles provavelmente ganhariam mais assentos).
O Projeto de Lei de Finança foi aprovado pelos comuns em 5 de novembro de 1909, porém foi rejeitado pelos lordes em 30 de novembro; em vez disso eles aprovaram uma resolução de lorde Lansdowne afirmando que tinham o direito de serem contra o projeto já que lhe faltava uma ordem eleitoral. Eduardo ficou irritado que suas tentativas para promover a passagem da lei que haviam tornado-se públicas e proibiu que seu conselheiro lorde Knollys, um ativo pariato liberal, de votar, apesar de Knollys ter sugerido que isso seria um gesto adequado para indicar a vontade real da aprovação do orçamento. Em dezembro, uma proposta para criar pariatos (a fim de dar aos liberais a maioria na câmara), ou dar ao primeiro-ministro o direto de fazer isso, foi considerada "ultrajante" por Knollys, achando que o rei deveria abdicar em vez de aceitá-la.

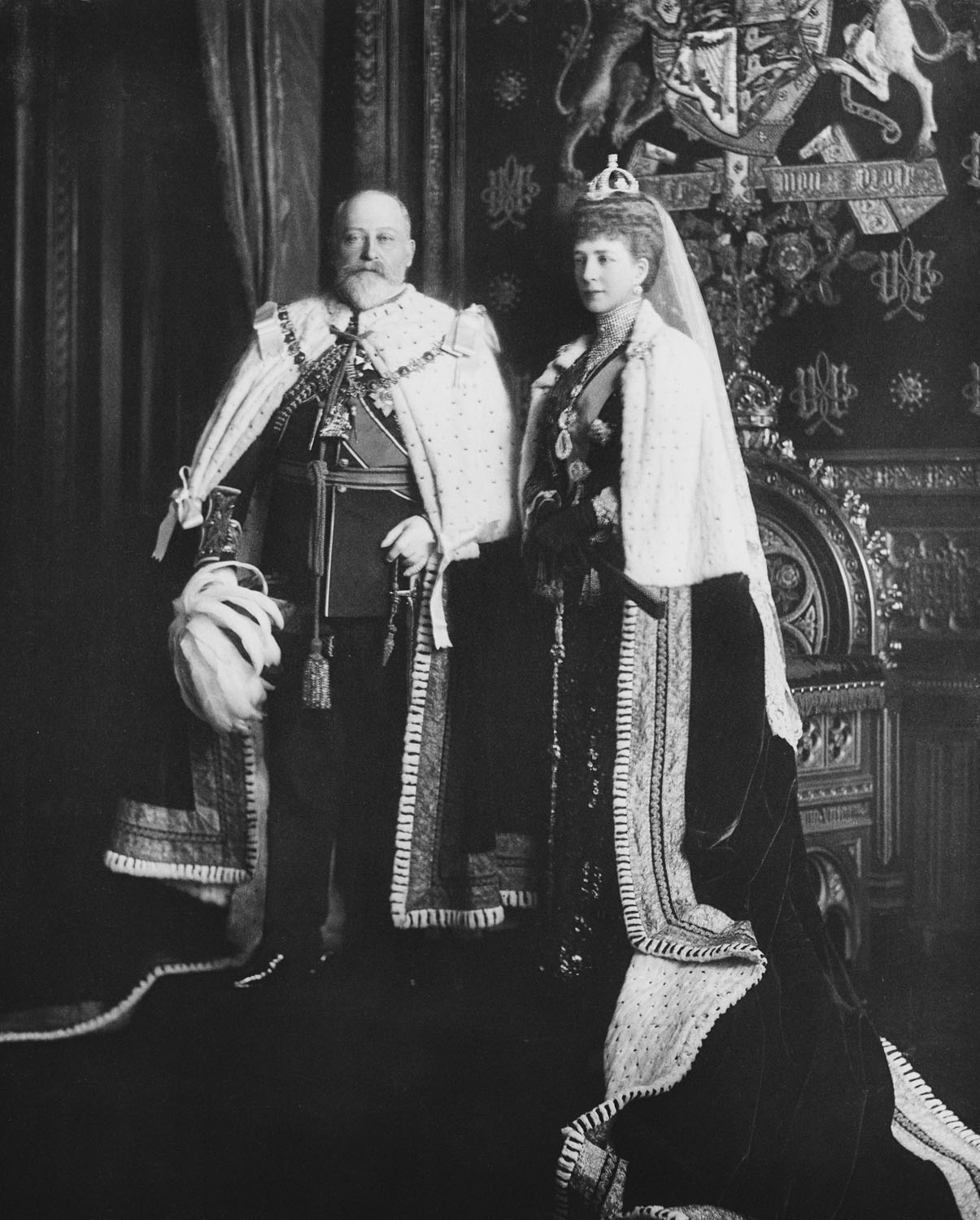
Eduardo e Alexandra na Cerimônia de Abertura do Parlamento em 1910

As eleições de janeiro de 1910 foram dominadas por uma conversa sobre remover o poder de veto dos lordes. Lloyd George falou sobre "garantias" durante a campanha enquanto Asquith sobre "salvaguardas" que seriam necessárias antes de formar outro governo liberal, porém Eduardo informou Asquith que ele não estaria disposto a contemplar criar novos pariatos até depois de uma segunda eleição geral. Balfour recusou-se a ser estipulado se estaria ou não disposto a formar um governo conservador, porém aconselhou o rei a não prometer criar pariatos até ver os termos de qualquer proposta de mudança constitucional. Durante a campanha, Walter Long, o principal conservador, pediu a Knollys a permissão para afirmar que Eduardo era contra o governo próprio da Irlanda, porém Knollys não permitiu, já que não era apropriado que o público soubesse das opiniões do monarca.
O resultado da eleição foi um parlamento dividido, com o governo liberal dependente do apoio do terceiro maior partido, os nacionalistas irlandeses. Eduardo sugeriu um acordo onde apenas cinquenta pariatos dos dois lados poderiam votar, que também compensaria a maioria dos conservadores nos lordes, porém lorde Robert Crewe-Milnes, 1.º Marquês de Crewe e líder dos liberais, aconselhou que isso iria reduzir a independência da câmara já que apenas os pariatos mais leais seriam os escolhidos para votar. A pressão para tirar o veto dos lordes veio dos parlamentares irlandeses que desejavam tirar a habilidade deles de bloquear a apresentação do governo próprio. Eles ameaçaram votar contra o orçamento se não conseguissem o que queriam (Lloyd George tentou reconquistar o apoio alterando os impostos do uísque, porém a ideia foi abandonada já que o gabinete achou que isso iria alterar muito o orçamento). Asquith revelou que não havia "garantias" para a criação de pariatos. O gabinete considerou renunciar e deixar que Balfour tentasse formar um governo conservador.
O discurso do trono de Eduardo em 21 de fevereiro fez referência a introdução de medidas restringido o poder de veto dos lordes para um de adiamento, porém Asquith colocou a frase "na opinião de meus conselheiros" para que Eduardo pudesse se distanciar do plano da legislação.
Os comuns aprovaram resoluções em 14 de abril que formariam as bases do decreto: remover o poder dos lordes para vetar projetos de lei monetários, substituir o veto em outros projetos para um poder de adiamento e reduzir o mandato parlamentar de sete anos para cinco (o rei preferia quatro anos). Porém no debate Asquith deixou entender – para garantir o apoio dos parlamentares nacionalistas – que pediria a Eduardo que terminasse o impasse "naquele Parlamento", contrário a estipulação do rei que houvesse uma segunda eleição. O orçamento foi aprovado pelas duas câmeras em abril.
O palácio estava tendo conversas secretas com Balfour e com o Arcebispo da Cantuária por volta de abril, ambos dizendo que os liberais não tinham encargo suficiente para exigir a criação de pariatos. Eduardo achava toda proposta "simplesmente repugnante" e que o governo estava "nas mãos de [John] Redmond & Cia". Lorde Crewe anunciou publicamente que o desejo do governo de criar pariatos fosse tratado como "conselho ministerial" formal (em que por convenção o rei era obrigado a obedecer), apesar de lorde Esher afirmar que o monarca tinha o direito de dispensar o governo em vez de aceitar seu "conselho". A visão de Esher foi chamada de "obsoleta e inútil".

### Morte

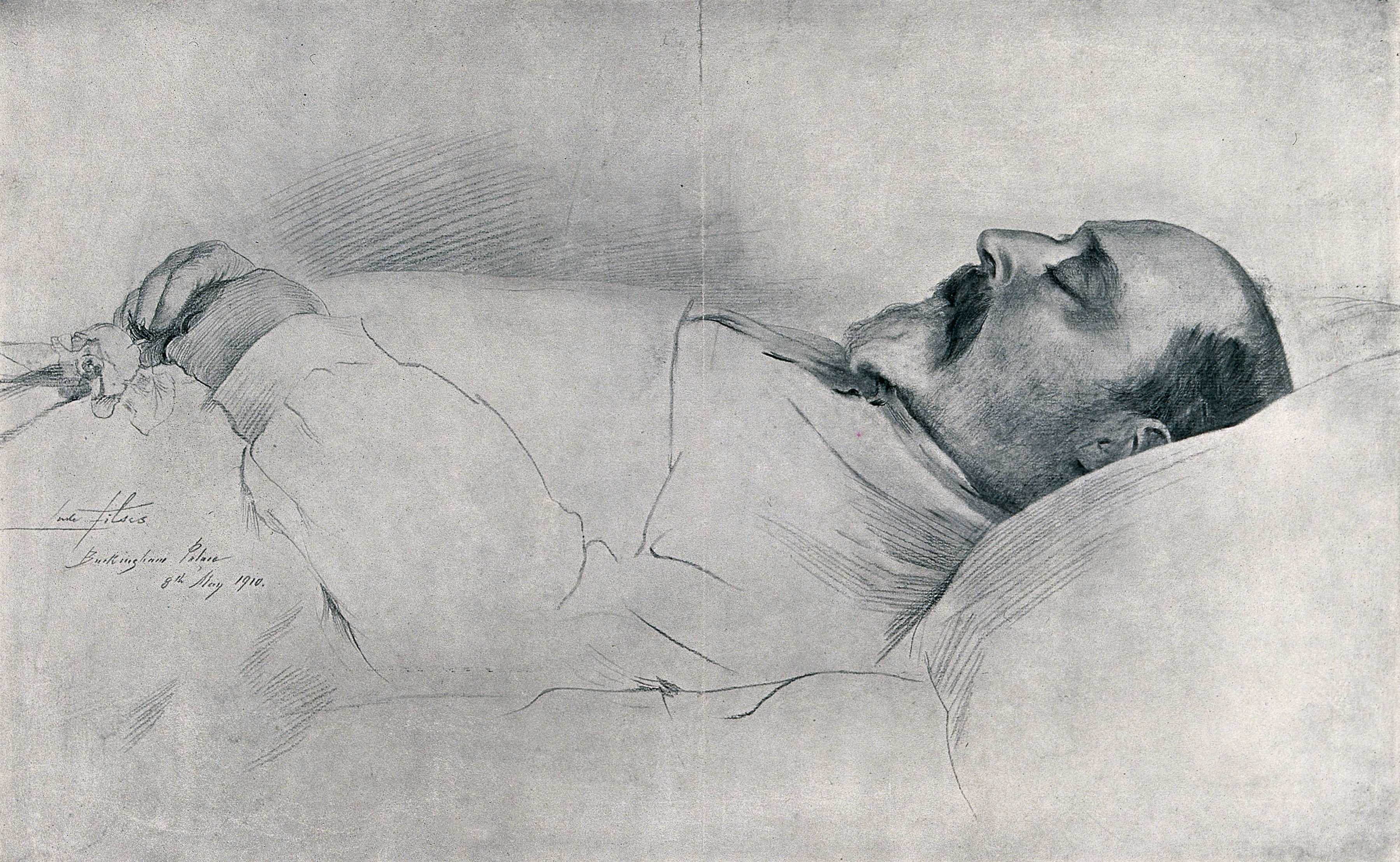
Desenho de Eduardo em seu leito de morte no Palácio de Buckingham, por Sir Luke Fildes, 1910

Eduardo costumava fumar por volta de vinte cigarros e doze charutos por dia. Um carcinoma basocelular, uma espécie de câncer afetando a pele perto do nariz, foi curada em 1907 com rádio. Ao final da vida ele sofreu cada vez mais de bronquite. Eduardo sofreu de uma momentânea perda de consciência durante uma visita a Berlim em fevereiro de 1909. O rei estava em Biarritz em março de 1910 quando desmaiou. Ele permaneceu por lá para convalescer enquanto Asquith tentava em Londres lidar com a crise constitucional do orçamento. Sua saúde ruim não foi relatada e Eduardo acabou criticado pela imprensa britânica por ficar na França enquanto as tensões estavam altas no parlamento.
Eduardo voltou ao Palácio de Buckingham em 27 de abril. Em 6 de maio ele sofreu vários ataques cardíacos, porém recusou-se a ir para cama, "Não, não vou desistir; hei de continuar; hei de trabalhar até o fim". Entre momentos de desmaios, o Príncipe de Gales (em breve para ser o rei Jorge V) lhe contou que seu cavalo Feiticeira do Ar tinha vencido o turfe em Kempton Park naquela mesma tarde. O rei respondeu, "Sim, eu soube. Estou muito feliz"; estas foram suas últimas palavras. Ele perdeu a consciência pela última vez às 23h30min e foi colocado na cama. Eduardo VII morreu quinze minutos depois.
Alexandra não permitiu que o corpo do marido fosse retirado do quarto por oito dias, mas permitiu que pequenos grupos de visitantes entrassem. Eduardo foi vestido em 11 de maio com um uniforme e colocado dentro de um grande caixão de carvalho, que foi levado para a sala do trono no dia 14 onde foi selado e deixado com quatro guardas cuidando cada um de um canto do esquife. Apesar do tempo passado desde sua morte, Alexandra comentou que o corpo permaneceu "maravilhosamente preservado". O caixão foi colocado em uma carruagem na manhã de 17 de maio e puxado por cavalos até o Palácio de Westminster, com Jorge e sua família caminhando atrás. A família real partiu depois de um rápido serviço e o local foi aberto ao público; mais de quatrocentas mil pessoas passaram pelo caixão nos dois dias seguintes. Seu funeral foi realizado no dia 20 e logo depois um trem real levou o caixão do rei de Londres até o Castelo de Windsor, onde Eduardo foi enterrado dentro da Capela de São Jorge.

## Legado

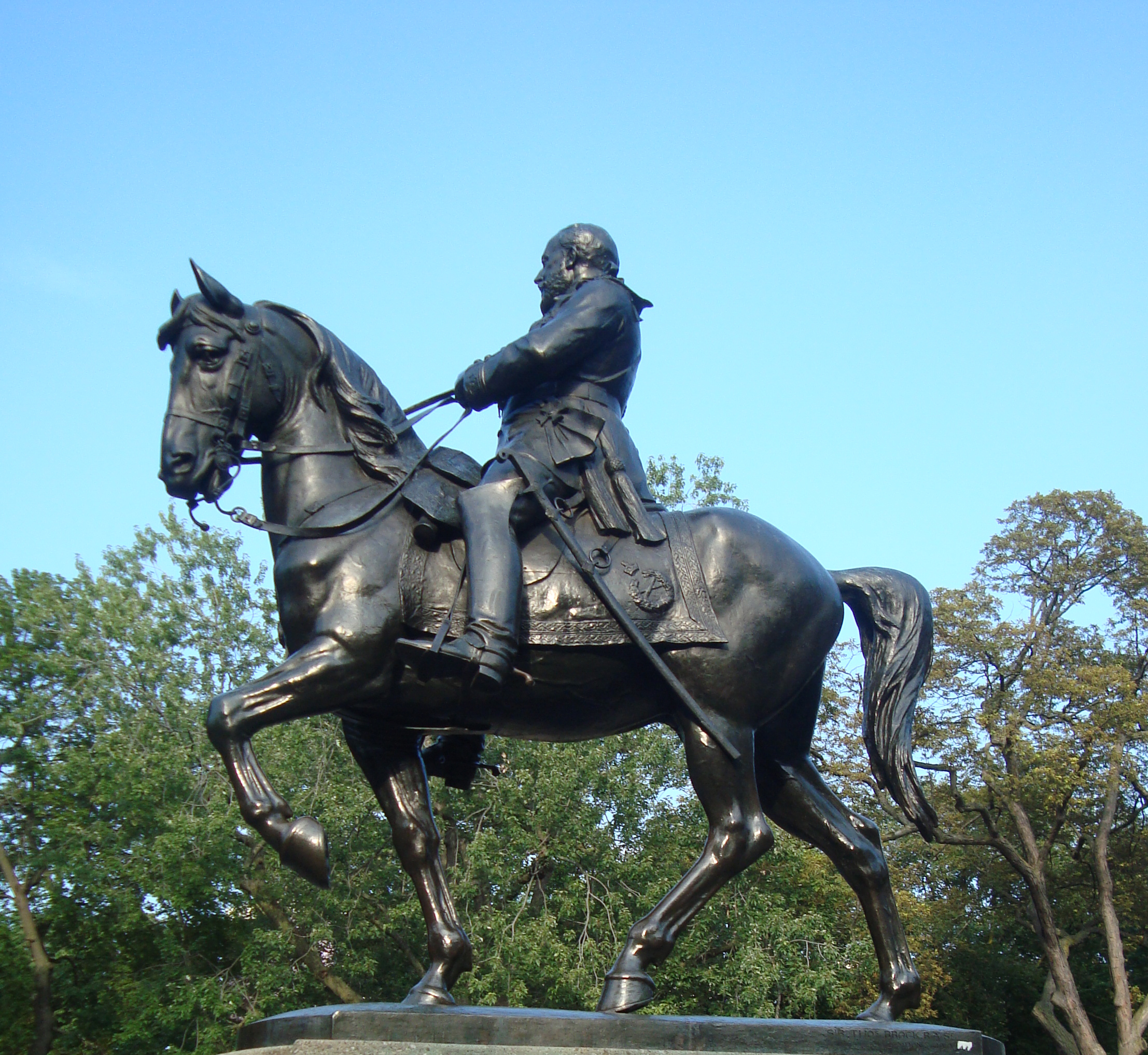
Estátua de Eduardo em Toronto, Canadá

Como rei, Eduardo mostrou-se um sucesso muito maior que o esperado, porém já era um homem velho e teve pouco tempo para realizar seu papel. Em seu curto reinado, garantiu que seu filho e herdeiro, Jorge V, estivesse mais bem preparado para assumir o trono. Contemporâneos descreveram a relação dos dois mais como irmãos afetuosos do que pai e filho, com Jorge escrevendo em seu diário após a morte do pai que havia perdido seu "melhor amigo e o melhor dos pais ... Nunca tive uma discussão com ele em minha vida. Estou de coração partido e tomado pela dor".
Eduardo foi enaltecido como "O Pacificador", porém temia que seu sobrinho o imperador Guilherme II da Alemanha levasse a Europa para a guerra. A Primeira Guerra Mundial acabou começando quatro anos depois de sua morte. As reformas navais que havia apoiado e seu papel em garantir a Tríplice Entente entre Reino Unido, França e Rússia, além de suas relações com seus familiares, aumentaram a paranoia de Guilherme que acabou culpando o tio pelo conflito. O autor Sidney Lee adiou a publicação da biografia oficial de Eduardo por temer que propagandistas alemães selecionassem materiais para representar o rei como um antialemão belicista. Lee também foi prejudicado pela grande destruição dos documentos pessoais de Eduardo; o rei havia deixado ordens para que todos os seus papéis fossem queimados após sua morte. Biógrafos subsequentes conseguiram construir uma visão melhor dele ao usarem materiais e fontes indisponíveis para Lee.
Eduardo recebeu críticas por sua aparente busca do prazer autoindulgente, porém também foi elogiado por suas maneiras afáveis, gentis e boas, além de suas habilidades diplomáticas. Como seu neto o rei Eduardo VIII (posterior Duque de Windsor) escreveu, "seu lado mais leve ... obscureceu o fato de que ele tinha tanto conhecimento quanto influência". J. B. Priestley escreveu que "ele tinha um enorme entusiasmo para o prazer, mas também um verdadeiro sentimento de dever". Reginald Brett, 2.º Visconde Esher, afirmou que Eduardo era "gentil e afável e não indigno – porém muito humano".

## Títulos, estilos, honras e brasões

### Títulos e estilos
- 9 de novembro de 1841 – 22 de janeiro de 1901: Sua Alteza Real, o Duque da Cornualha [nota 1]
  - Na Escócia: Sua Alteza Real, o Duque de Rothesay
- 8 de dezembro de 1841 – 22 de janeiro de 1901: Sua Alteza Real, o Príncipe de Gales
- 22 de janeiro de 1901 – 6 de maio de 1910: Sua Majestade, o Rei
  - Na Índia: Sua Majestade Imperial, o Rei-Imperador

Como rei seu título completo era: Eduardo VII, pela Graça de Deus, do Reino Unido da Grã-Bretanha e Irlanda, e dos Domínios Britânicos de Além-mar, Rei, Defensor da Fé, Imperador da Índia.

### Honras
Britânicas
- 9 de novembro de 1858: Ordem da Jarreteira[129]
- 25 de junho de 1861: Ordem da Estrela da Índia[129]
- 12 de fevereiro de 1863: Royal Society[129]
- 8 de dezembro de 1863: Conselho Privado[129]
- 10 de fevereiro de 1865: Ordem do Banho[129]
- 24 de maio de 1867: Ordem do Cardo-selvagem[129]
- 18 de março de 1868: Ordem de São Patrício[129]
- 21 de abril de 1868: Conselho Privado da Irlanda[129]
- 30 de amio de 1877: Ordem de São Miguel e São Jorge[129]
- 21 de junho de 1887: Ordem do Império Indiano[129]
- 6 de maio de 1896: Real Ordem Vitoriana[129]

Estrangeiras
- maio de 1852:  Ordem do Tosão de Ouro[129]
- março de 1859:  Ordem da Torre e Espada[129]
- março de 1863:  Legião de Honra[129]
- 27 de setembro de 1864:  Ordem do Serafim[130]
- 1869:  Ordem da Águia Negra[129]
- janeiro de 1874:  Ordem de Santo André[129]
- 8 de outubro de 1874:  Ordem de Santo Olavo[131]
- maio de 1876:  Ordem de Carlos III[129]
- setembro de 1901:  Ordem de Dannebrog[132]
- 9 de outubro de 1901:  Ordem da Estrela da Etiópia[133]

### Brasões
Como Príncipe de Gales, Eduardo usava o brasão real de armas do Reino Unido diferenciado por um lambel argento de três pés e um escudo interior com o brasão da Saxônia, representando seu pai. Como rei, ele possuía as armas reais de sua mãe sem diferenciação. Esquatrelado: I e IV goles, três leões passant guardant or em pala (pela Inglaterra); II or, um leão rampant dentro de um tressure flory-contra-flory goles (pela Escócia); III Azure, uma harpa or com cordas argento (pela Irlanda).
| Brasão de Alberto Eduardo como Príncipe de Gales (1841–1901) | Brasão de Eduardo VII como Rei do Reino Unido (1901–1910) | Brasão de Eduardo VII na Escócia (1901–1910) |

## Descendência

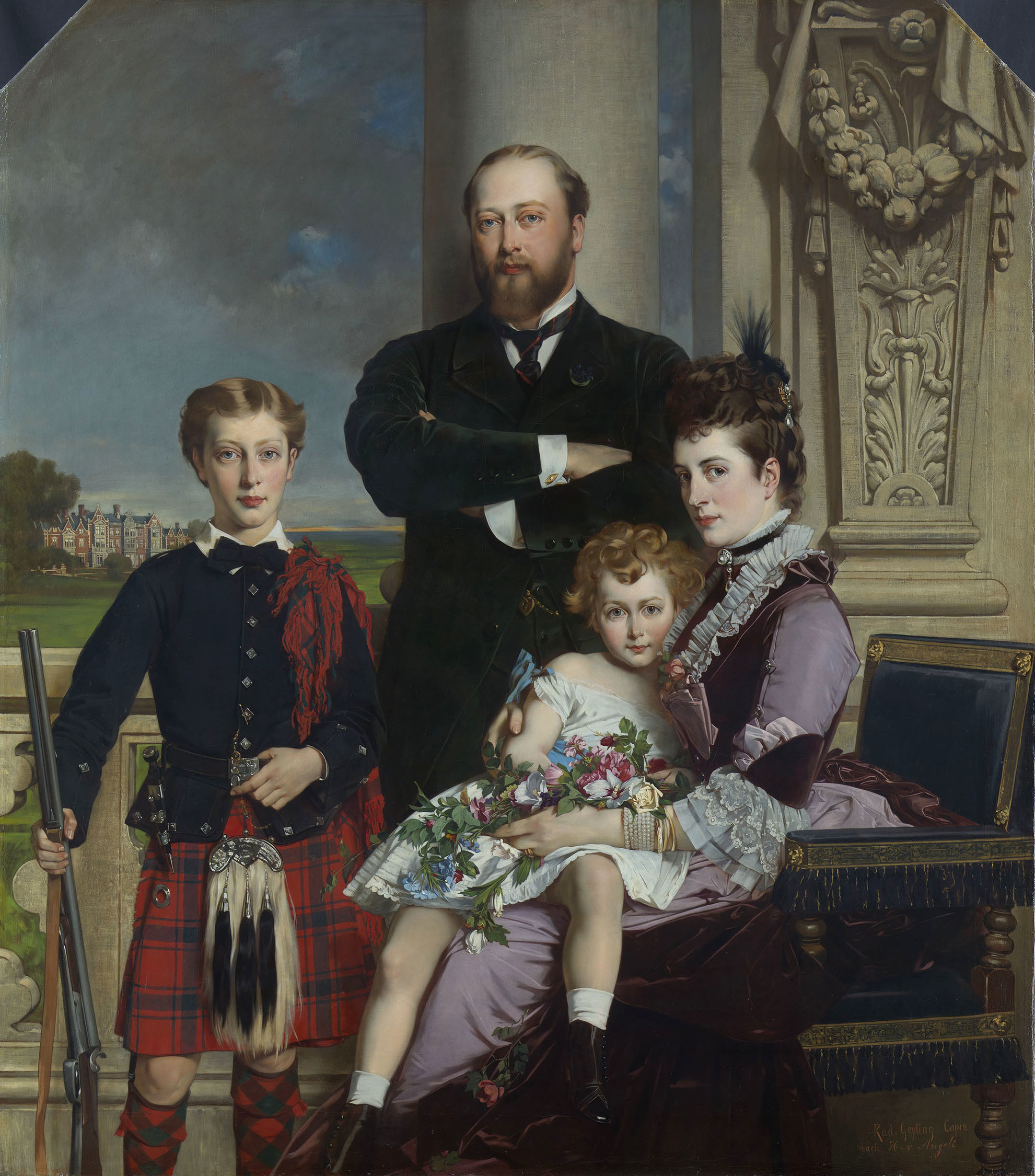
Família de Alberto Eduardo, Príncipe de Gales (futuro rei Eduardo VII) em 1876 por Heinrich von Angeli na Royal Collection. Da esquerda para a direita: o príncipe Alberto Vitor e o Príncipe de Gales e a princesa Maud com a Princesa de Gales.

| Nome              | Foto | Nascimento              | Falecimento            | Notas                                                           |
| ----------------- | ---- | ----------------------- | ---------------------- | --------------------------------------------------------------- |
| Alberto Vitor     |      | 8 de janeiro de 1864    | 14 de janeiro de 1892  | Não se casou, morreu aos 28 anos.                               |
| Jorge V           |      | 3 de junho de 1865      | 20 de janeiro de 1936  | Casado com Maria de Teck, com descendência.                     |
| Luísa             |      | 20 de fevereiro de 1867 | 4 de janeiro de 1931   | Casada com Alexandre Duff, 1.º Duque de Fife, com descendência. |
| Vitória Alexandra |      | 6 de julho de 1868      | 3 de dezembro de 1935  | Não se casou.                                                   |
| Maud              |      | 26 de novembro de 1869  | 20 de novembro de 1938 | Casada com Haakon VII da Noruega, com descendência.             |
| Alexandre João    |      | 6 de abril de 1871      | 7 de abril de 1871     | Nasceu prematuramente e morreu 24 horas depois.                 |